# Mouzaia
Mouzaia là một đô thị thuộc tỉnh Blida, Algérie. Dân số thời điểm năm 2002 là 44.893 người.